# Grambow (Vorpommern)
Grambow er en by og kommune i det nordøstlige Tyskland, beliggende i Amt Löcknitz-Penkun i den sydøstlige del af Landkreis Vorpommern-Greifswald. Landkreis Vorpommern-Greifswald ligger i delstaten Mecklenburg-Vorpommern.

## Geografi
Kommunen Grambow er beliggende mellem Randowdalen ved grænsen til Brandenburg og den nedre Oderdal, nær den polske by Stettin (Szczecin). Det bakkede landskab når op i en højde på 75 moh. (sydødst for Ladenthin). Ud over Grambow, ligger i kommunen landsbyerne Neu-Grambow, Schwennenz, Sonnenberg og Ladenthin.
Bundesstraße B 113 går igennem kommunen.
Banegården Grambow ligger omkring 500 meter nordøst for byen ved jernbanen mellem Bützow og Stettin, og er den sidste inden den polske grænse.
Et par hundrede meter øst for landsbyen Schwennenz, er der en grænseovergang for fodgængere ved Bobolin (Boblin) i Polen.

## Eksterne kilder og henvisninger
- Wikimedia Commons har flere filer relateret til Grambow (Vorpommern)
- Byens side på amtets websted
- Befolkningsstatistik (Webside ikke længere tilgængelig)